# Selma Abrahamsson

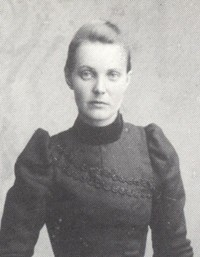
Selma Abrahamsson

Selma Sofia Abrahamsson (* 12. Juli 1872 in der Landgemeinde Kokkola; † 15. Dezember 1911 in Korpilahti) war eine finnlandschwedische Autorin. Sie veröffentlichte ihre Werke unter dem Pseudonym Flavia.

## Leben
Abrahamsson wuchs in der Familie des Arbeiters Matts Kolander und dessen Frau Greta Eriksdotter auf. 1890 heiratete sie den Arbeiter Abraham Abrahamsson Rahkola. Sie arbeitete als Lehrerin einer Grundschule in Nedervetil und Kaarlela. Unter dem Pseudonym Flavia publizierte sie Gedichte, Prosa, Theaterstücke und Artikel für verschiedene Zeitschriften. Ihr Einsatz als Vorkämpferin der Frauen- und Mäßigungsbewegung zeigte sich in den Dramen Förbudslagen (1909), Julbrännvinet (1905) sowie Kärlek och politik (1912). Sie war außerdem Leitungsmitglied einer Lokalabteilung der Schwedischen Volkspartei.

## Werke (Auswahl)
- Julbrännvinet (Drama, 1905)
- Förbudslagen (Dialog, 1909)
- I ungdomens led (Gedichte und Prosa, 1911)
- Kärlek och politik (Drama, 1912)